# Розлив нафти на Ixtoc I
Ixtoc I — колишня нафтова свердловина, створена напівзануреною нафторозвідувальною платформою Sedco 135. Містилася в затоці Кампече на півдні Мексиканської затоки, близько 100 км на північний захід від міста Сьюдад-дель-Кармен, на глибині близько 50 м. Аварія на свердловині 3 червня 1979 призвела до одного з найбільших нафтових розливів у історії видобування нафти.

## Аварія
Компанія Pemex (Petróleos Mexicanos), що належить уряду Мексики, бурила нафтову свердловину на глибині понад 3 км, коли в буровій установці Sedco 135 зупинилася циркуляція (тиск у стояку) бурового розчину. У сучасних системах роторного буріння буровий розчин проганяється в низ свердловини і потім повертається на поверхню через мережу спеціалізованих бурильних труб. Метою цієї дії є підтримання тиску в буровому валу та контроль за поверненням розчину, що витісняє газ із пласта.
Через зупинку циркуляції розчину та низки неправильних технічних рішень, нафта з родовища під великим натиском прорвалася на поверхню затоки, спалахнула і вибухнула, коли вступила в контакт з газовими випарами від двигуна, що забезпечує електроенергією бурову вежу на борту платформи. Платформа Sedco 135 спалахнула і впала в море після декількох годин безперервної пожежі.

## Витік

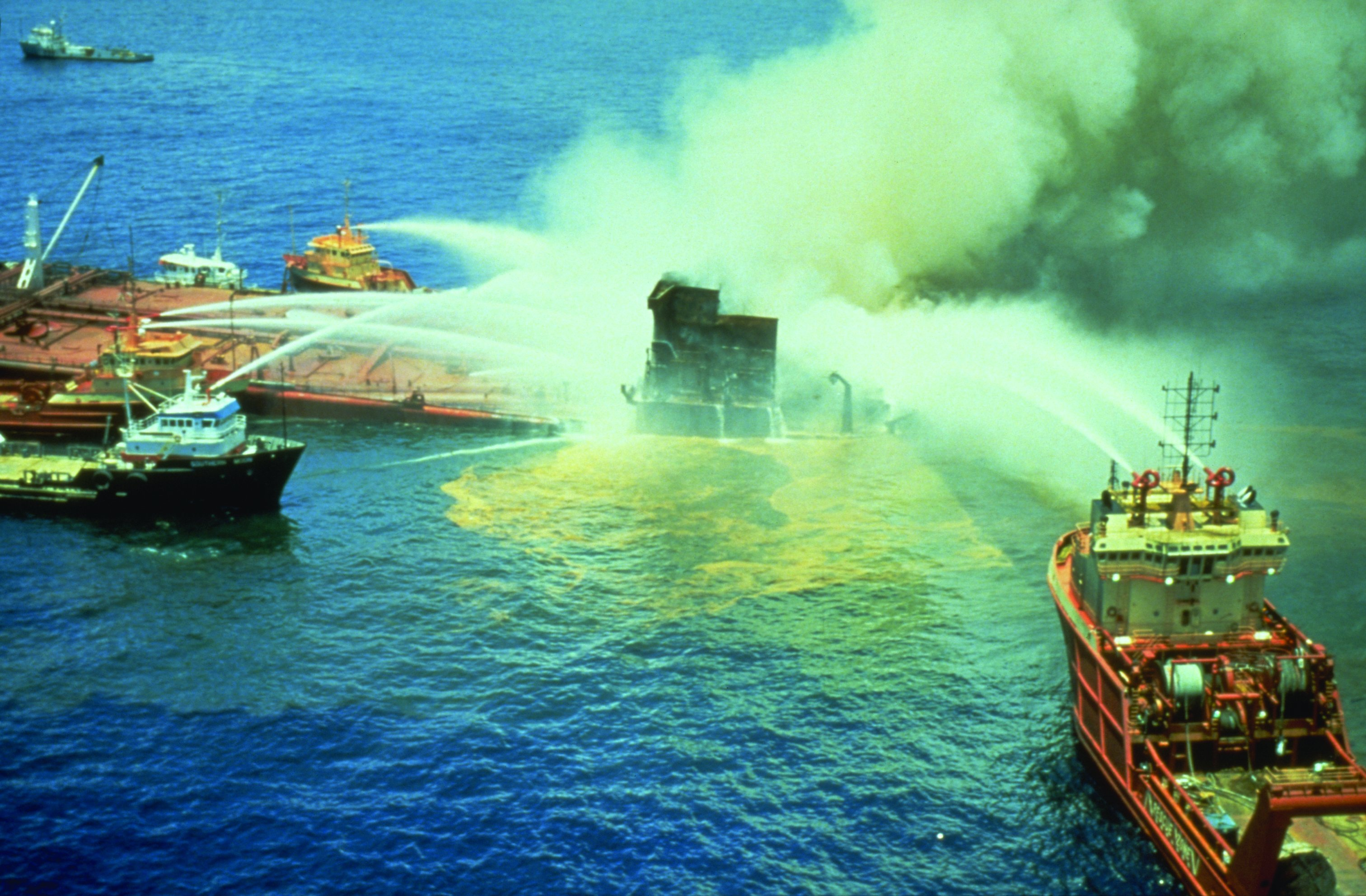

На початковому етапі розливу зі свердловини витікало близько 30 000 барелів (5000 м3) нафти на добу. У липні 1979 року за допомогою закачування бурового розчину в свердловину викид знижено до 3000 м3, а в серпні — до 2000 м3 на добу. Для зменшення забруднення розпилювалися хімічні диспергатори (корексит). Нафта продовжувала текти протягом 290 днів. Остаточно зупинити витік вдалося лише 23 березня 1980 року за допомогою буріння додаткових свердловин поряд з аварійною.

## Боротьба із забрудненням

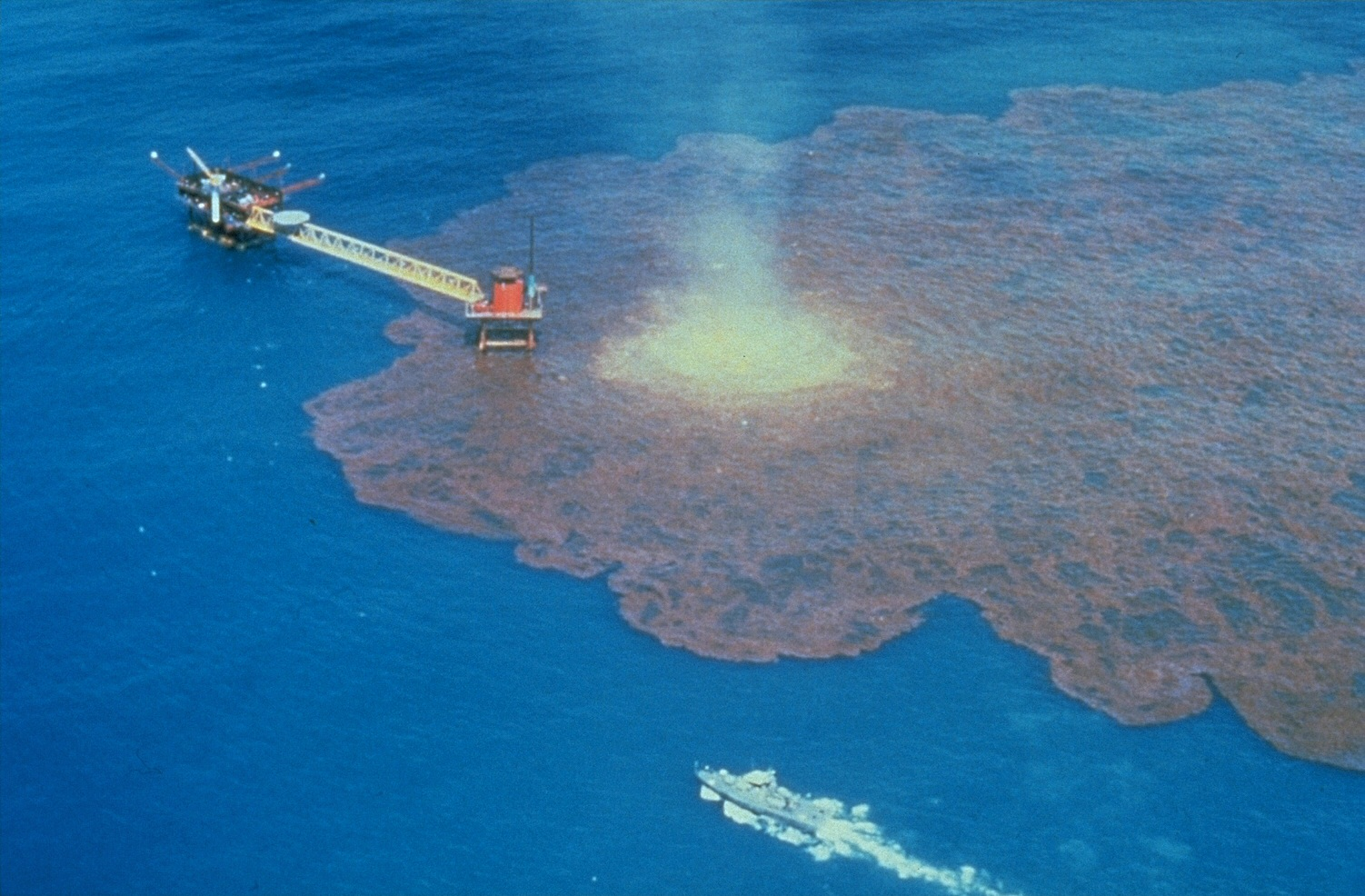

Попри те, що аварія сталася біля берегів Мексики, переважні течії несли нафту в напрямку Техаського узбережжя. Уряд США мав два місяці, щоб установити бонові загородження та вжити інших заходів для захисту. Pemex витратила близько $100 млн на очищення нафти, щоб уникнути великих позовів щодо компенсації збитків.

## Вплив на екологічну обстановку
Нафтою, яка витекла з аварійної свердловини, забруднено значну частину прибережної зони в Мексиканській затоці, а також великі прибережні зони, які здебільшого складаються з піщаних пляжів і безліч малих островів, що оточують великі мілководні лагуни.
За приблизними підрахунками на мексиканські пляжі на початок вересня 1979 року викинуто близько 6000 т нафти. Дослідження на узбережжі Техасу показали, що на ньому осіло близько 4000 т нафти, або близько 1 % від загального викиду свердловини. Приблизно 120 000 т або 25 % опустилося на дно Мексиканської затоки.
Нафта вплинула на прибережну фауну й істотно знизила комерційний видобуток ракоподібних, найбільш експлуатованих у Мексиканській затоці: коричневих (Farfantepenaeus aztecus), рожевих (Farfantepenaeus duorarum) і білих креветок (Litopenaeus setiferus). На межі зникнення опинилися місця гніздування птахів. Загинуло безліч морських черепах та кладок їхніх яєць на узбережжі.
У забруднених районах на північ і на південь від місця аварії мексиканська влада заборонила або обмежила риболовлю. Вилов риби та восьминогів знизився на 50-70 % від рівнів 1978 року. Для деяких великих порід тварин знадобилися роки, щоб оговтатися від нафтового розливу.
Екологічні наслідки: аварія Ixtoc I мала руйнівний вплив на екосистеми Мексиканської затоки:
•	постраждали прибережні зони, зокрема лагуни, пляжі та мангрові зарості;
•	істотно знизилась чисельність популяцій молюсків, крабів, риб та інших морських організмів;
•	постраждали місця гніздування рідкісних морських черепах, особливо виду Kemp's ridley;
•	спостерігалося зменшення вилову риби та восьминогів на 50–70% порівняно з попереднім роком.

## Юридичні та економічні аспекти
Компанія Pemex витратила понад 100 мільйонів доларів США на ліквідацію наслідків розливу. Водночас, як державна структура, компанія уникла прямих компенсацій постраждалим за межами Мексики, посилаючись на принцип суверенного імунітету.